# Novi Velidnîkî, Ovruci
Novi Velidnîkî (în ucraineană Нові Велідники) este localitatea de reședință a comunei Novi Velidnîkî din raionul Ovruci, regiunea Jîtomîr, Ucraina.

## Demografie
Componența lingvistică a localității Novi Velidnîkî
     Ucraineană (98,21%)
     Rusă (1,28%)
     Alte limbi (0,51%)
Conform recensământului din 2001, majoritatea populației localității Novi Velidnîkî era vorbitoare de ucraineană (98,21%), existând în minoritate și vorbitori de rusă (1,28%).